# Angel City FC
Der Angel City Football Club ist ein Frauenfußball-Franchise der National Women’s Soccer League in den USA. Die Mannschaft wurde 2020 gegründet und nimmt seit 2022 am Spielbetrieb teil. Das Team hat viele prominente Besitzer, darunter Becky G, Natalie Portman, Eva Longoria, Mia Hamm und Serena Williams. In ihrer ersten NWSL-Saison hatte das Team den höchsten Zuschauerschnitt.
Die deutsche Nationaltorhüterin Almuth Schult wechselte zur Saison 2022 vom VfL Wolfsburg zum Angel City FC. Sie kam aber nur zu einem Einsatz und verließ den Verein nach drei Monaten wieder.

## Saisonstatistik
| Jahr | Liga | Reguläre Saison | Play-offs          | Zuschauerdurchschnitt 1 | Erfolgreichste Torschützin 1 |
| ---- | ---- | --------------- | ------------------ | ----------------------- | ---------------------------- |
| 2022 | NWSL | 8. Platz        | nicht qualifiziert | 19.105                  | Savannah McCaskill (7)       |